# Pelatantheria rivesii
Pelatantheria rivesii là một loài thực vật có hoa trong họ Lan. Loài này được (Guillaumin) Tang & F.T.Wang mô tả khoa học đầu tiên năm 1951.